# Constance d'Aragon (1343-1363)
Pour les articles homonymes, voir Constance d'Aragon.
Constance Perez ou Constance d'Aragon et de Navarre (Poblet, 1343 † Catane, juillet 1363), princesse d'Aragon et reine consort de Sicile, est la première épouse de Frédéric III le simple, roi de Sicile.

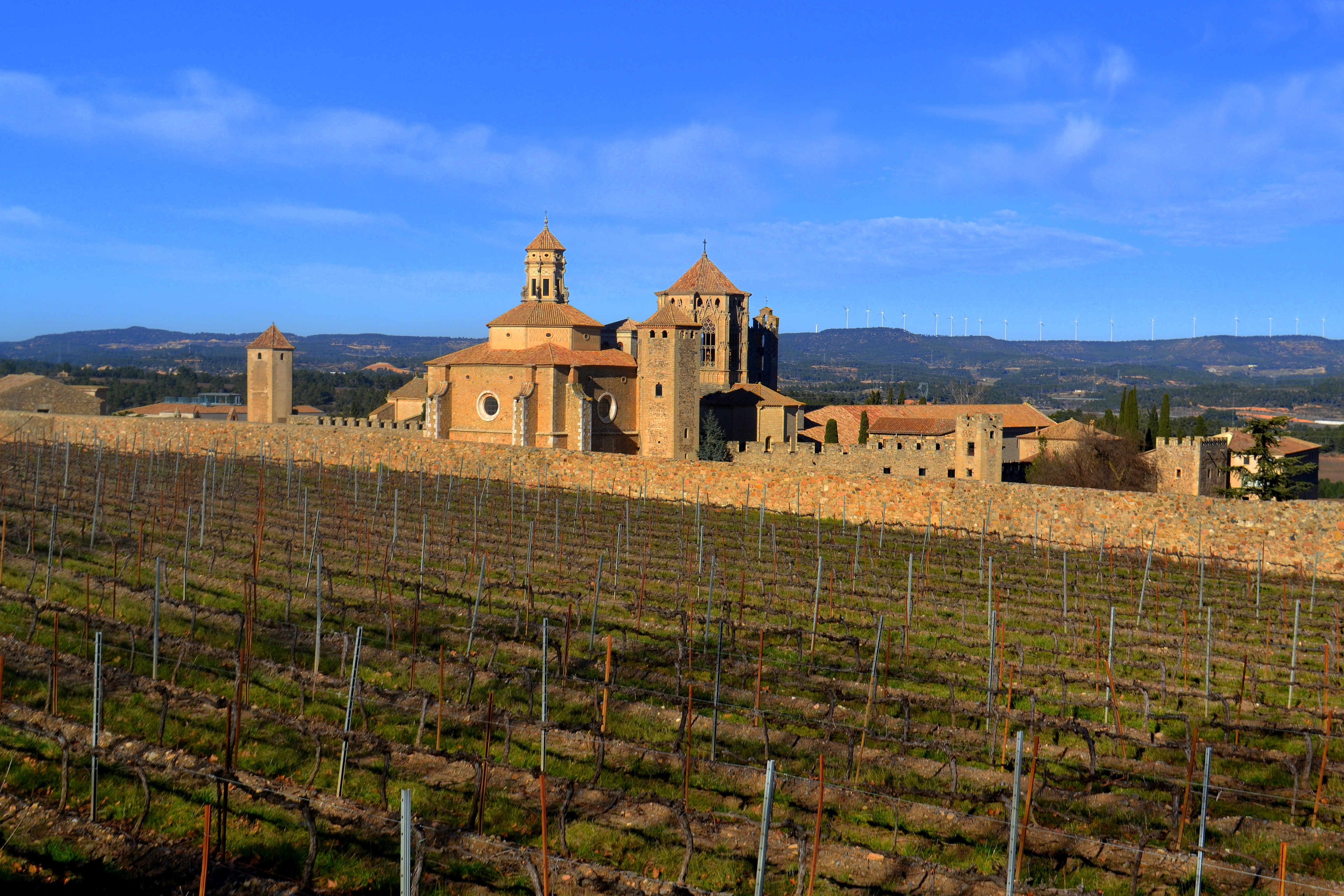
Monastère de Sainte-Marie de Poblet.

## Biographie
Aînée des enfants de Pierre IV le Cérémonieux, roi d'Aragon, de Valence, de Majorque, de Sardaigne et de Corse, comte de Barcelone et des autres comtés catalans, et de sa première femme, Marie de Navarre, elle est proclamée héritière de la Couronne d'Aragon par son père en 1347, l'année où elle perd sa mère, décédée en mettant au monde son unique fils unique, Pierre, qui ne vivra que quelques heures. Cette nomination est peu goûtée de l'aristocratie et vaut au roi Pierre des émeutes, qu'il doit tout particulièrement juguler dans ses États d'Aragon.
En 1350, Constance cesse d'être l'héritière avec la naissance de son demi-frère Jean, issu du troisième mariage de Pierre avec Éléonore de Sicile.
Le 8 février 1351, ses fiançailles sont célébrées à Perpignan avec Louis Ier d'Anjou, deuxième fils de Jean II le Bon, roi de France et de Bonne de Luxembourg mais le mariage ne sera cependant jamais célébré, l'intéressé lui ayant finalement préféré la riche Marie de Blois, qu'il épouse en 1360.
En 1356, un deuxième demi-frère vient au monde, le futur Martin Ier.
Le 15 avril 1361, Constance épouse à Catane Frédéric III le simple, roi de Sicile, fils de Pierre II de Sicile et d'Elisabeth de Carinthie. 
Constance passe sa courte vie au château de Maniace, près de Syracuse et meurt à Catane le 18 juillet 1363, soit de maladie, soit de complications à la suite de son accouchement : elle n'aura eu qu'un seul enfant, une fille, Marie, qui succédera à son père et épousera Martin d'Aragon. 
Elle est inhumée à la Cathédrale de Catane, où son sarcophage est placé dans la chapelle de l'Adoration.  

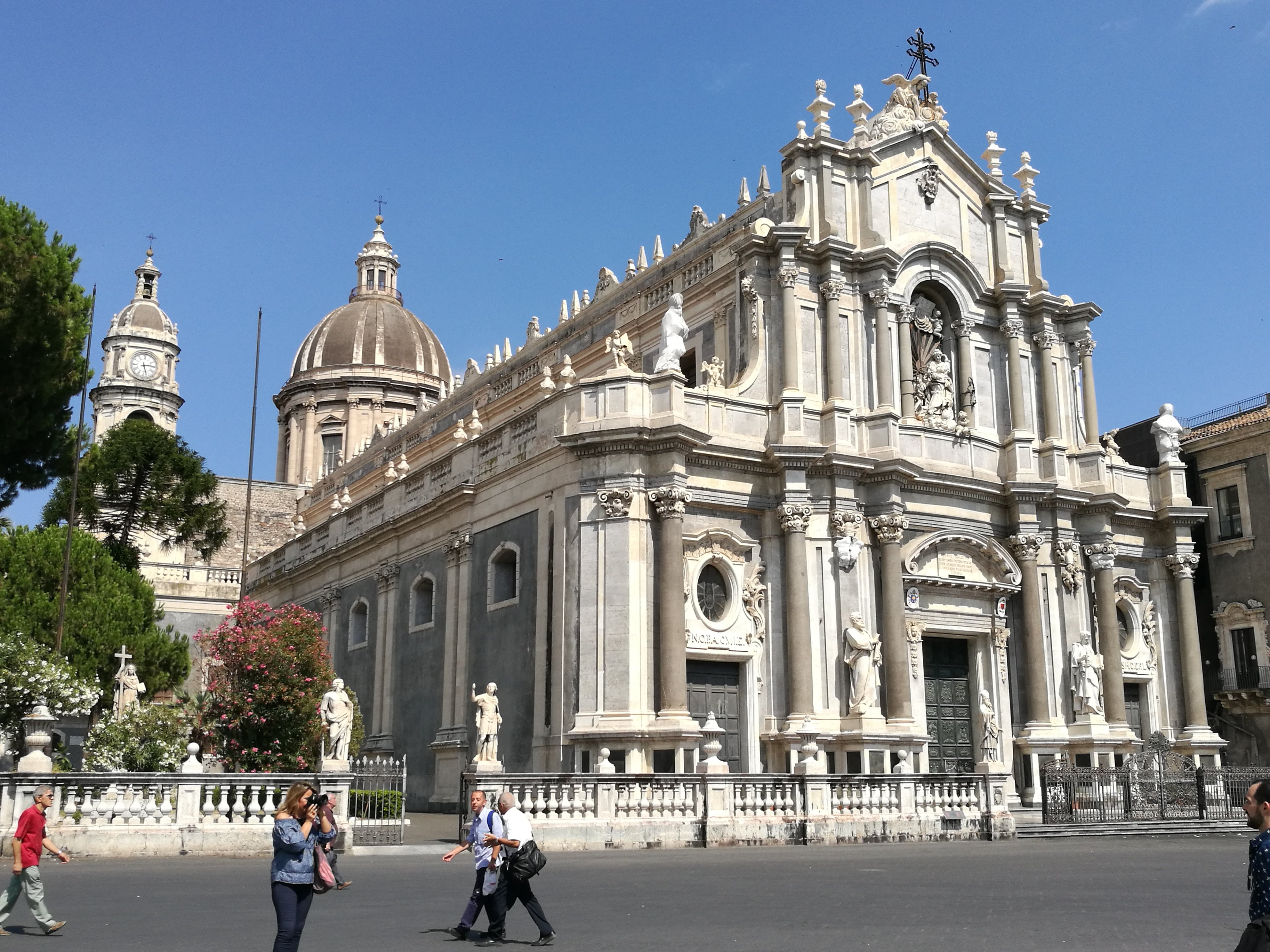
Cathédrale Sainte-Agathe de Catane.